# Bellegarde-Poussieu
Bellegarde-Poussieu és un municipi francès situat al departament de la Isèra i a la regió d'Alvèrnia-Roine-Alps. L'any 2007 tenia 912 habitants.

## Demografia

### Població
El 2007 la població de fet de Bellegarde-Poussieu era de 912 persones. Hi havia 354 famílies de les quals 72 eren unipersonals (40 homes vivint sols i 32 dones vivint soles), 135 parelles sense fills, 131 parelles amb fills i 16 famílies monoparentals amb fills.
La població ha evolucionat segons el següent gràfic:
Habitants censats

### Habitatges
El 2007 hi havia 409 habitatges, 358 eren l'habitatge principal de la família, 32 eren segones residències i 19 estaven desocupats. 392 eren cases i 16 eren apartaments. Dels 358 habitatges principals, 300 estaven ocupats pels seus propietaris, 53 estaven llogats i ocupats pels llogaters i 6 estaven cedits a títol gratuït; 9 tenien dues cambres, 28 en tenien tres, 97 en tenien quatre i 224 en tenien cinc o més. 299 habitatges disposaven pel capbaix d'una plaça de pàrquing. A 121 habitatges hi havia un automòbil i a 224 n'hi havia dos o més.

### Piràmide de població
La piràmide de població per edats i sexe el 2009 era:
| Homes | Edats   | Dones |
| ----- | ------- | ----- |
| 0     | 95 o +  | 0     |
| 0     | 90 a 94 | 4     |
| 8     | 85 a 89 | 4     |
| 4     | 80 a 84 | 8     |
| 12    | 75 a 79 | 12    |
| 8     | 70 a 74 | 12    |
| 24    | 65 a 69 | 12    |
| 28    | 60 a 64 | 24    |
| 28    | 55 a 59 | 28    |
| 36    | 50 a 54 | 28    |
| 52    | 45 a 49 | 48    |
| 36    | 40 a 44 | 36    |
| 40    | 35 a 39 | 32    |
| 20    | 30 a 34 | 20    |
| 24    | 25 a 29 | 32    |
| 20    | 20 a 24 | 4     |
| 28    | 15 a 19 | 24    |
| 20    | 10 a 14 | 16    |
| 28    | 5 a 9   | 28    |
| 32    | 0 a 4   | 20    |

## Economia
El 2007 la població en edat de treballar era de 612 persones, 462 eren actives i 150 eren inactives. De les 462 persones actives 418 estaven ocupades (222 homes i 196 dones) i 45 estaven aturades (16 homes i 29 dones). De les 150 persones inactives 76 estaven jubilades, 40 estaven estudiant i 34 estaven classificades com a «altres inactius».

### Ingressos
El 2009 a Bellegarde-Poussieu hi havia 358 unitats fiscals que integraven 923 persones, la mediana anual d'ingressos fiscals per persona era de 18.589 €.

### Activitats econòmiques
Dels 31 establiments que hi havia el 2007, 1 era d'una empresa extractiva, 1 d'una empresa alimentària, 1 d'una empresa de fabricació d'altres productes industrials, 13 d'empreses de construcció, 2 d'empreses de comerç i reparació d'automòbils, 2 d'empreses de transport, 2 d'empreses d'hostatgeria i restauració, 2 d'empreses immobiliàries, 3 d'empreses de serveis i 4 d'empreses classificades com a «altres activitats de serveis».
Dels 16 establiments de servei als particulars que hi havia el 2009, 1 era un paleta, 2 fusteries, 5 lampisteries, 3 electricistes, 1 empresa de construcció, 1 perruqueria, 2 restaurants i 1 agència immobiliària.
L'únic establiment comercial que hi havia el 2009 era una fleca.
L'any 2000 a Bellegarde-Poussieu hi havia 35 explotacions agrícoles que ocupaven un total de 462 hectàrees.

## Equipaments sanitaris i escolars
El 2009 hi havia una escola elemental.

## Poblacions més properes
El següent diagrama mostra les poblacions més properes.